# دارنيل كينيدي
دارنيل كينيدي (بالإنجليزية: Darnell Kennedy)‏ هو لاعب كرة قدم أمريكية ولاعب كرة القدم الكندية أمريكي، ولد في 8 أكتوبر 1976 في موبيل في الولايات المتحدة.